# مقیاس مدودف–شپونهویر–کارنیک
مقیاس مدودف–شپونهویر–کارنیک یا ام‌اس‌کی یا ام‌اس‌کی-۶۴ (به انگلیسی: Medvedev–Sponheuer–Karnik scale یا MSK یا MSK-64) یک مقیاس شدّت مه‌لرزه‌ای است که برای سنجش میزان لرزش زمین بر پایهٔ اثرات مشاهده‌شده در منطقهٔ زلزله‌زده به کار می‌رود.
این مقیاس برای اولین بار در سال ۱۹۶۴ توسط سرگئی مدودف از اتحاد جماهیر شوروی، ویلهلم شپونهویر از آلمان شرقی، و ویت کارنیک از چکسلواکی پیشنهاد شد. این مقیاس بر مبنای تجاربی که در اوایل دههٔ ۱۹۶۰ میلادی از به کار بردن مقیاس اصلاح‌شدهٔ مرکالی و نسخهٔ ۱۹۵۳ مقیاس مدودف به دست آمده بود پایه‌ریزی شد.
با تغییرات جزئی‌ای که در مقیاس ام‌اس‌کی در اواسط دههٔ ۱۹۷۰ و اوایل دههٔ ۱۹۸۰ پدید آمد، این مقیاس به‌طور گسترده در اروپا و اتحاد جماهیر شوروی مورد استفاده قرار گرفت. در اوایل دههٔ ۱۹۹۰ کمیسیون لرزه‌شناسی اروپا بسیاری از اصولی که در مقیاس ام‌اس‌کی فرمول‌بندی شده بود را در توسعه و گسترش مقیاس مه‌لرزه‌ای اروپا به کار گرفت. مقیاس مه‌لرزه‌ای اروپا هم‌اکنون استاندارد دوفاکتوی سنجش شدت لرزه‌ها در کشورهای اروپایی است. ام‌اس‌کی-۶۴ همچنان در هند، اسرائیل، روسیه و سرتاسر کشورهای مستقل همسود به کار می‌رود.
مقیاس مدودوف–شپونهویر–کارنیک تا حدودی شبیه مقیاس اصلاح‌شدهٔ مرکالی است که در ایالات متحدهٔ آمریکا به کار می‌رود. این مقیاس ۱۲ درجه شدت دارد که با اعداد رومی بیان می‌شوند:
| I. غیرقابل درک           | احساس نمی‌شود. تنها توسط لرزه‌نگارها ثبت می‌شود. تأثیری بر اشیا نمی‌گذارد. هیچ آسیبی به ساختمان‌ها وارد نمی‌شود. |
| II. به‌سختی قابل درک      | تنها توسط کسانی که در حال استراحت‌اند حس می‌شود. تأثیری بر اشیا نمی‌گذارد. هیچ آسیبی به ساختمان‌ها وارد نمی‌شود. |
| III. ضعیف                | توسط تعداد کمی از افرادی که در داخل ساختمان‌ها هستند احساس می‌شود. اشیای آویزان اندکی نوسان می‌کنند. هیچ آسیبی به ساختمان‌ها وارد نمی‌شود. |
| IV. تا حد زیادی قابل فهم | توسط تعداد زیادی از افراد داخل ساختمان و تعداد بسیار کمی از افراد بیرون از ساختمان احساس می‌شود. شمار اندکی از افراد بیدار می‌شوند. ارتعاش‌های ملایمی رخ می‌دهد. کسانی که زمین‌لرزه را احساس می‌کنند متوجه لرزش یا تاب خوردن ساختمان، اتاق، صندلی یا ... می‌شوند. شیشه‌ها، چینی‌ها، پنجره‌ها و درها جرینگ جرینگ می‌کنند. اشیای آویزان نوسان می‌کنند. اسباب اثاثیهٔ سبک در برخی موارد به‌طور قابل مشاهده‌ای می‌لرزند. هیچ آسیبی به ساختمان‌ها وارد نمی‌شود. |
| V. نسبتاً قوی             | توسط اکثر افراد داخل ساختمان و تعداد کمی از افراد بیرون از ساختمان احساس می‌شود. تعداد کمی از مردم وحشت می‌کنند و به بیرون فرار می‌کنند. شمار زیادی از افراد خوابیده بیدار می‌شوند. کسانی که زمین‌لرزه را احساس می‌کنند متوجه لرزش یا جنبیدن کل ساختمان، اتاق، یا اسباب اثاثیه می‌شوند. اشیای آویزان به‌طور قابل ملاحظه‌ای نوسان می‌کنند. شیشه‌ها و چینی‌ها به هم می‌خورند. درها و پنجره‌ها بار و بسته می‌شوند. اشیای آویزان نوسان می‌کنند. در برخی موارد شیشهٔ پنجره‌ها می‌شکند. مایعات نوسان می‌کنند و ممکن است از ظروف سرپر سرازیر شوند. ممکن است حیوانات داخل ساختمان احساس ناراحتی کنند. آسیب‌هایی سطحی به تعداد کمی از ساختمان‌هایی که مستحکم ساخته نشده‌اند وارد می‌شود. |
| VI. قوی                  | توسط اکثر افراد داخل ساختمان و تعداد زیادی از افراد بیرون از ساختمان احساس می‌شود. تعداد کثیری از مردم وحشت می‌کنند و به بیرون فرار می‌کنند. ممکن است اشیای کوچک سقوط کنند و اسباب اثاثیه جابه‌جا شوند. ممکن است ظروف و شیشه‌آلات بشکنند. ممکن است حیوانات مزرعه وحشت‌زده شوند. آسیب‌های مشهود به سازه‌های بنایی وارد می‌شود و گچ‌ها ترک بر می‌دارند. ترک‌های پراکنده بر روی زمین ایجاد می‌شود. |
| VII. خیلی قوی            | اکثر افراد وحشت می‌کنند و سعی می‌کنند به بیرون فرار کنند. اسباب اثاثیه جابه‌جا و شاید واژگون شوند. اشیا از قفسه‌ها سقوط می‌کنند. آب از ظروف بیرون می‌پاشد. آسیب جدی به ساختمان‌های قدیمی وارد می‌شود و دودکش‌ها بنایی ریزش می‌کنند. زمین‌لغزه‌های کوچکی روی می‌دهد. |
| VIII. آسیب‌آور            | ایستادن برای اکثر افراد دشوار است حتی برای آنانی که بیرون از ساختمان‌ها هستند. ممکن است اسباب اثاثیه واژگون شوند. ممکن است بر روی زمین‌های بسیار صاف امواجی را بتوان دید. ساختمان‌های قدیمی نسبتاً فرو می‌ریزند یا متحمل خسارات سنگین می‌شوند. ترک یا شکاف‌های بزرگ ایجاد می‌شود و سنگ‌ریزش روی می‌دهد. |
| IX. مخرب                 | وحشت‌زدگی عمومی. ممکن است مردم به شدت زمین بخورند. امواج بر روی زمین‌های صاف دیده می‌شود. ساختمان‌های که زیر سطح استاندارد هستند فرو می‌ریزند. به سازه‌هایی که به خوبی ساخته شده‌اند آسیب قابل ملاحظه وارد می‌شود. لوله‌های زیرزمینی می‌ترکند. زمین می‌شکند و زمین‌لغزه به صورت گسترده روی می‌دهد. |
| X. ویرانگر               | ساختمان‌های بنایی تخریب می‌شوند و زیرساخت‌ها آسیب جدی می‌بینند. زمین‌لغزه‌های حجیم. ممکن است سطح پهنه‌های آب بالا بزند و مناطق اطراف زیر آب بروند و پهنه‌های آبی جدید ایجاد شود. |
| XI. فاجعه‌‌آمیز            | اغلب ساختمان‌ها و سازه‌ها فرو می‌ریزند. آشوب‌های گسترده زمینی و وقوع سونامی. |
| XII. بسیار فاجعه‌آمیز     | تمامی سازه‌های روی سطح زمین و زیرزمینی کاملاً تخریب می‌شوند. مناظر عموماً تغییر می‌کنند، رودها تغییرمسیر می‌دهند، سونامی به وقوع می‌پیوندد. |